# 性別焦慮
性別焦慮或性別焦慮症（英語：Gender dysphoria，GD），又譯性別不安、性別煩躁，指一個人因自身的性別認同——即個人對自我性別的感知——與出生時被指派的性別不一致而產生的痛苦困擾。2013年《精神疾病診斷與統計手冊》第五版（DSM-5）出版時，性別焦慮取代舊有診斷名稱性別認同障礙（GID）。更名旨在消除「障礙」一詞帶來的污名化標籤。國際疾病分類（ICD）則採用性別不一致 （英語：Gender incongruence）而非性別不安的表述，定義為性別認同與出生指派性別之間存在顯著且持續的不匹配，且不以個人是否出現情緒困擾或功能損傷納入判斷條件。中國精神疾病分類方案與診斷標準稱為易性症。
並非所有跨性別人士都有性別焦慮。非常規性別與性別焦慮不同，且未必會導致焦慮或痛苦。在青春期前的青少年中，相關診斷為兒童性別焦慮（又稱兒童性別不安、兒童性別煩躁），和兒童性別不一致。性別不一致的成因尚未明確，但性別認同可能反映遺傳、生物、環境及文化因素。
任何年齡均可作出診斷，不過兒童及青少年的性別焦慮表現可能與成人有所不同。相關併發症可能包括焦慮、抑鬱及飲食失調。性別焦慮的治療包括社會過渡，並常涉及激素替代療法（HRT）或性別肯定手術，以及心理治療。
部分研究人員及跨性別人士主張將性別焦慮「去病化」，認為相關診斷將性別殊異病理化，並強化性別二元模型。然而，這種去病化可能影響醫療可及性——保險公司或將激素替代療法（HRT）及性別肯定手術視為美容項目，而非醫療必需治療，進而影響承保範圍。

## 概念
许多性别不安者有着强烈且持久的愿望，希望过上与自身性别认同“相符”或能实现其性别认同的生活，他们会通过改变外表与行为方式来达成这一目标。部分性别不安者（但并非所有人）可能希望借助激素治疗，有时也会通过手术，来表达自己的性别认同。性别不安并非精神疾病，但有些人可能会因性别不安而出现心理健康问题。性别不安与性倾向并无关联，性别不安者可能认同自己为异性恋、男同性恋、女同性恋或双性恋。

## 徵狀及體徵
在DSM-5中，一个人感受到的性别与被指派的性别（通常为出生时）之间存在显著不一致，是诊断的核心要素，且这种不一致需导致痛苦。在青春期前的青少年中，其表现可能为坚持认为自己是或长大后会成为与出生指派不同的性别，厌恶自己被指派的性别，或坚持认为自己拥有或渴望拥有不同的生殖器官。他们可能厌恶符合性别刻板印象的活动，渴望异性典型的玩具、游戏、活动或玩伴，不过在性別定型觀念较少的环境中，这种表现可能不那么明显。
DSM-5指出，在非性发育异常人群中，性别焦虑倾向于早型（青春期前开始）或晚发型（青春期期间或之后开始）。那些早发型性别焦虑持续到青春期的人，大多自我认同为异性恋，被出生时指派的性别所吸引。部分個案中，性别焦虑会消退或被否认，此时青少年可能自我认同为女同性恋或男同性恋，但有些人可能在后期再次出现性别焦虑。一些晚发型性别焦虑者报告称，童年时期有过未表达的过渡愿望，另一些人则不记得童年时期的性别焦虑。美國精神病學協會指出，那些在成年后经历性别焦虑的人“常常报告说，他们年轻时曾秘密隐藏自己的性别焦虑感受”。没有特定的性取向能作為性別焦慮的指標。2021年《临床神经科学对话》的一篇综述发现，性别焦虑与性取向无关，但承认历史上两者常被错误地混为一谈。英国国家医疗服务体系亦表明性别焦虑与性取向无关。

## 成因
当一个人因性别认同而感到不满时，性别不一致就会存在，从而导致他们情绪低落。研究人员对性別不一致者的痛苦和损伤的本质持不同意见。一些研究人员认为，性别不一致者受苦是因为他们受到羞辱和暴力。而且，如果社会性别分化不那么严格，跨性別就会遭受少一點的痛苦。
性别不一致的确切成因尚未明确。有研究证据表明，遗传因素在性别不一致的发展中起主要作用，性别认同被认为可能反映了生物、环境和文化因素的复杂相互作用。
在2020年的一份立场声明中，內分泌學會指出，20世纪后期，跨性别和性別不一致者被认为患有精神疾病，且性別認同被视为可塑的、受外在因素影响的。但这一观点已不再成立，因为 “大量科学证据表明，性別認同背後存在持久的生物學基礎。个人可能因生活中的其他因素作出选择，但似乎不存在真正促使个人改变性別認同的外在力量”。
引用的证据包括：
- 试图改变性发育异常患者的性別認同以匹配其生殖器或染色体的尝试通常不成功；
- 有证据表明，兒在子宮內接觸較高水平的雄激素，會使女性染色體者出現男性性別認同的比率上升；
- 具有男性染色体的完全雄激素不敏感综合征（英语：Androgen insensitivity syndrome）患者通常有女性性別認同；
- 同卵双胞胎比异卵双胞胎更可能同为跨性别者；
- 腦部掃描顯示，性別認同與大腦結構相關，而非與生殖器或染色體相關。

该学会2017年的临床实践指南指出：「遗传学、内分泌学和神经解剖学等多个生物医学领域的研究结果支持以下观点：性别认同和 / 或性别表达可能反映了生物、环境和文化因素的复杂相互作用。」指南还提到，研究指出性别焦虑和性别不一致与独特的大脑表型、病症的遗传倾向、产前和产后雄激素在性别发育中的作用，以及性发育异常者的性别认同有关。

## 診斷

### DSM-5
美國精神病學協會規定，青少年或成人若符合以下至少兩項標準且持續至少六個月，可診斷為「性別焦慮」：
- 自身性別特徵與性別表達經歷之間存在顯著的不一致。
- 由於自身性別特徵與性別表達經歷不一致，而強烈希望去除自身性別特徵。
- 強烈渴望成為自身指定性別以外的性別。
- 強烈希望被視為自身指定性別以外的性別。
- 強烈渴望自身指定性別以外的性別特徵。
- 堅信自己具有與自身指定性別不同的典型性別的反應和感受

此外，这种情况必须伴随临床显著的痛苦或功能损害。
诊断里还有两个分類說明（英語：specifier）：
- 「伴有性发育障碍 / 差异」 适用于存在性发育异常的人，这种情况下需要对相关病情进行疾病编码。
- 「已过渡」 适用于满足以下条件的患者：「已全职生活在自己认同的性别中（无论性别变更是否获得法律认可）」，并且已经接受或将要接受「至少一项性别肯定医疗程序或治疗方案——也就是常规的性别肯定激素治疗或性别重置手术」。

DSM-5指出：「『性别焦虑』作为一般描述性术语，指一个人自己感受到或表达的性别，与出生时被指定的性别不一致时所伴随的痛苦。但作为诊断类别时，它的定义更明确——不包括因社会污名带来的痛苦，尽管污名可能是同时存在的独立痛苦来源。」
根據《精神疾病診斷與統計手冊》第四版（1994），要被診斷判定為「性別認同障礙」前，須達到五項條件： 
- 必須要有證據顯示有強烈且持續的跨性別認同感。
- 跨性別認同感不可以是因為認為另一種性別在文化上有更多優勢而產生的。
- 同時也必須要有證據顯示對於天生的性別有持續性的不適應感，或是無法適應自己所屬性別的性別角色。
- 當事人不可同時擁有身體上的雙性人狀態（例如睾脂酮不敏症候族（英语：Androgen Insensitivity Syndrome）或先天性腎上腺增生症）。
- 必須要有臨床上的證據能顯示當事人在社交、工作或其他重要領域上遭遇顯著的挫折或傷害。

无论是1952年的《精神疾病诊断与统计手册》第一版（DSM-I）还是1968年的第二版（DSM-II），都没有类似「性别焦虑」的诊断。「性别认同障碍」首次作为诊断出现在1980年的第三版（DSM-III）中，归属于「性心理障碍」类别，但仅用于儿童诊断。青少年和成人则被诊断为「变性症（transsexualism）」（分为同性恋型、异性恋型或无性恋型）。1987年的DSM-III-R新增了「青少年及成人非变性型性别认同障碍」（GIDAANT）。2013年的DSM-5将该诊断从「性障碍」类别中移出，单独列为一类，并将诊断名称从「性别认同障碍」改为「性别焦虑」——此前「性别认同障碍」一词因被指带有污名化色彩而遭批评。同时，按性取向的亚型分类被删除，儿童诊断与成人分离，定为「儿童性别焦虑」。为儿童设立特定诊断，反映出儿童较难洞察自身经历，或即使具备洞察能力也难以表达。若個人不符合性別焦慮診斷標準但仍有臨床顯著痛苦或功能損害，可診斷為「其他特定性別焦慮」或「未特定性別焦慮」。此外，性发育异常者人群不再被排除於性別焦慮診斷之外。

### ICD-11
《国际疾病分类》第十一版（ICD-11）列出了三种与性别认同相关的状况：
- 青少年或成人性别不一致（HA60）
- 兒童性別不一致（HA61）
- 未特定性别不一致（HA6Z）

ICD-11 将「性别不一致」定义为「个人体验的性别与指派性别之间存在显著且持续的不一致」，且不要求存在显著痛苦或功能损害，并特别说明「仅性别变异行为或偏好不足以作为诊断依据」。
ICD-10 曾在「精神与行为障碍」章节中包含「变性症」和「儿童性别认同障碍」诊断。ICD-11将其更名为「青少年或成人性别不一致」及「儿童性别不一致」，并移入「性健康相关状况」章节，以反映「当前认知：跨性别及性别多元身份并非精神疾病，将其归类为疾病会导致严重污名」。世界卫生组织表示，ICD-11的这一调整「应能确保跨性别者获得性别肯定医疗保健及医疗保险」。
根據《國際疾病與相關健康問題統計分類》第十版（1993），列出與性別認同有關的幾種疾病：
- 易性症（F64.0）：渴望成為及被接受為相反性別的成員，通常伴隨著性別重置手術和激素治療的慾望。
- 兒童性別認同障礙（F64.2）：一個人對於自身的指定性別而持續強烈的痛苦，並且在青春期之前表現出來。
- 其他性別認同障礙（F64.8）
- 性別認同障礙，不明確（F64.9）
- 性成熟障礙（F66.0）：關於一個人的性別認同或性取向的不確定性，導致焦慮或痛苦。[51]

## 共病症況
在青少年中，前往性別診所求診的個案約有20%至30%符合《精神疾病診斷與統計手冊》（DSM）中焦慮症的診斷標準。跨性別青少年中，性別焦慮亦與進食障礙風險增加相關。
雖然臨床醫生普遍認為性別焦慮患者中神經發育障礙的比例偏高，但此觀點因證據質量較低而受到質疑。針對性別焦慮兒童及青少年的研究發現，自閉症特質或確診自閉症的比例甚高。前往專科性別診所求診的成年性別焦慮患者中，自閉症特質或確診率亦偏高。據估計，自閉症兒童被診斷為性別焦慮的機率超過四倍，而在性別認同服務的青少年個案中，自閉症報告率介乎6%至20%以上。
自閉症人士更可能屬性別多元，而性別焦慮患者中自閉症特質的比例亦偏高。在青春期前青少年中，年齡增長與更多行為及情緒問題相關，主因是性別非順從行為較難被接納；而處於包容環境的兒童及青少年，心理問題較少或無心理問題。年紀較小的兒童亦較少表達對自身身體結構極端且持續的煩躁。
除焦慮症、進食障礙及自閉症譜系障礙外，性別焦慮兒童及青少年亦較容易出現注意力不足過動症（ADHD）、抑鬱症，並有自殺傾向、自我傷害及童年負面經歷等歷史。

## 治療
美國內分泌學會2016年《性別焦慮／性別不一致人士的內分泌治療》（英語：Endocrine Treatment of Gender-Dysphoric/Gender-Incongruent Persons）臨床實踐指南指出，性別肯定是多學科治療，性別焦慮或不一致者會尋求或獲轉介至內分泌科醫生，以發展肯定性別的身體特徵。激素療程旨在抑制內源性性激素，並維持肯定性別的正常性激素水平。不建議對青春期前青少年使用激素治療。性別焦慮及不一致的青少年，建議在青春期開始的坦納分期（Tanner Stage 2）使用青春期阻滯劑。性別肯定激素須經多學科團隊確認焦慮或不一致持續存在，且具備知情同意能力（通常16歲發展完備）後方可處方。
世界跨性別健康專業協會（WPATH）2022年發布第八版《跨性別及性別多元人士健康護理標準》，指出「引發臨床顯著痛苦及功能損害的性別不一致，常需醫療必需的臨床干預」，如內分泌及外科手術。其他性別肯定干預可能包括脫毛／植髮、聲音治療／手術、輔導及其他醫療程序。
德國醫學會2025年發布的指南指出，「對於永久性持續性別不一致者，無證實有效的替代治療可取代身體改造醫療措施」。
性別焦慮患者的治療可能包括心理輔導、支持個人的性別表達（又稱性別表現），或涉及醫療干預的身體過渡，如激素治療、生殖器手術、電解療法、激光脫毛、胸部手術、乳房手術或其他重建手術。
历史上，性别认同改变努力（针对性別認同的转换疗法）曾被视为性别焦虑或不一致者的治疗选项，尤其是青少年。直至1970年代，「变性症」和性别焦虑属于心理疾病、仅应透過心理治疗处理的观点一直占主导地位，尽管部分临床医生此后仍坚持这一观点。通过改变患者性别认同以符合指派性别的方式缓解性别焦虑的尝试已被证实无效，且多数医疗机构将其视为转换疗法:1741。德國醫學會指南指出「心理治疗建议用于共病障碍，因其本身已有适应症」，但批评「管理性别焦虑相关痛苦」的心理治疗建议，强调「相关回顾研究均无法证实心理治疗能减轻性别焦虑」。

### 兒童
医疗、科学及政府机构反对转换疗法（定义为将非常規性別视为病理状态并试图改变的治疗），支持肯定儿童多元性别认同的方法。性别焦虑越强烈、跨性别行为越明显，以及越明确以渴望／体验的性别自我认同（例如声称「是」不同性别而非「希望成为」不同性别）的人，越可能持续存在性别焦虑。
治疗儿童性别焦虑的专业人员有时会处方青春期阻滞剂，以延迟青春期开始，直至儿童被认为已足够年长，能就是否进行荷尔蒙或手术性别重置作出知情决定。青春期阻滞剂的短期副作用包括头痛、疲劳、失眠、肌肉酸痛，以及乳房组织、情绪和体重的变化。有关大脑发育、认知功能、生育能力和性功能的长期影响研究有限。
《儿童及青少年精神健康》（英語：Child and Adolescent Mental Health）发表的一篇回顾指出，青春期阻滞剂具有可逆性，并与成年期自杀倾向减少、情绪及心理功能改善、社交生活改善等积极结果相关。
美国精神病学协会（APA）表示：「由于青春期发展的动态特性，缺乏性别肯定干预（即社会、心理及医疗干预）并非中立决定；随着不协调且不受欢迎的青春期推进，青少年常经历焦虑加剧及对心理健康的负面影响。跨性别肯定治疗（如使用青春期抑制剂）与跨性别及性别多元青少年的情绪痛苦缓解，以及社会心理和情绪发展的显著改善相关」。
内分泌学会在2020年12月发表的立场声明中指出，有确凿证据显示性别认同具有生物学基础，适当监测下的青春期抑制、荷尔蒙治疗及医疗指征手术有效且相对安全，并已确立为照护标准。他们注意到，获得性别肯定照护的青少年自杀意念减少，且青春期前社会过渡的青少年抑郁水平与顺性别同侪相当。其2017年性别焦虑治疗指南建议，当儿童进入青春期（乳房或生殖器发育的坦纳二期）时开始使用青春期阻滞剂，16岁开始使用跨性别荷尔蒙，但指出「部分性别焦虑 / 性别不一致的青少年可能有令人信服的理由在16岁前开始性激素治疗」。指南建议由医疗及心理健康专业人员组成的多学科团队管理18岁以下患者的治疗，并建议「性激素治疗期间每3至6个月监测临床青春期发展， 6至12个月监测实验室指标」。
世界跨性别健康专业协会（WPATH）2022年发布的《照护标准第八版》宣布青春期阻滞药物为「医疗必需」，建议跨性别青少年达到坦纳二期发育时使用，并指出纵向数据显示接受治疗的跨性别患者结果改善。部分医疗专业人员认为，青少年在认知上尚未成熟，不足以就荷尔蒙治疗或手术作出决定，并建议不可逆的生殖器手术不应对其所在国家法定同意年龄以下的个体进行。
英国卫生部委托的一项回顾发现，青春期阻滞剂在心理健康、生活质量及对性别焦虑影响方面的证据质量极低。芬兰政府委托的未成年人治疗研究证据回顾显示，芬兰卫生部认为「无基于研究的未成年人性别焦虑照护方法」。尽管如此，他们建议对未成年人个案逐案使用青春期阻滞剂，而美國兒科學會声称「对认同为跨性别及性别多元（TGD）的儿童进行青春期抑制，通常会导致青春期及青年期的心理功能改善」。
在美国，多个州已提出或正在考虑立法禁止对跨性别儿童使用青春期阻滞剂。美国医学会、内分泌学会、美国心理学会、美國兒童與青少年精神醫學會和美國兒科學會反对禁止跨性别儿童使用青春期阻滞剂。在英国「Bell v Tavistock」案中，上诉法院推翻原判，裁定16岁以下儿童可同意接受青春期阻滞剂治疗。2022年，瑞典国家卫生福利局发布新指南，建议仅在「例外情况」下使用青春期阻滞剂，称其使用基于「不确定的科学」，并建议临床医生提供儿童精神治疗、社会心理干预和自杀预防措施。

### 生物治疗
生物治疗通过物理改变第一性征和第二性征，以减少个体身体与性别认同之间的差异性别焦虑的生物治疗通常与心理治疗结合进行；然而，世界跨性別健康專業協會（WPATH）照护标准指出，心理治疗不应作为生物治疗的绝对要求。
荷尔蒙治疗已证实可减轻多种与性别焦虑相关的精神痛苦症状。WPATH委托的荷尔蒙治疗结果系统性回顾「发现证据表明，性别肯定荷尔蒙治疗可能与跨性别人群的[生活质量]评分改善及抑郁和焦虑症状减少相关」。由于所开展研究的方法学限制，证据强度较低。部分文献表明，性别肯定手术与生活质量改善和抑郁发病率降低相关。选择接受性别肯定手术的人对结果满意度高，尽管这些研究存在局限性，包括偏倚风险（缺乏随机化、缺乏对照研究、自我报告结果）和高失访率。
从业者对青少年治疗的分歧部分源于缺乏长期数据。根据荷兰模式（包括从幼童期开始性别焦虑并在青春期加剧，且无可能影响诊断或治疗的共病精神疾病），符合生物医学治疗条件的年轻人发现性别焦虑减少，尽管这些结果研究存在局限性，如缺乏对照组或未考虑心理治疗等替代方案。
内分泌学会（Endocrine Society）在2020年12月发表的立场声明中指出，有确凿证据表明性别认同具有生物学基础，适当监测下的青春期抑制、荷尔蒙治疗和医疗指征手术有效且相对安全，并已确立为照护标准。他们注意到，获得性别肯定护理的青少年自杀意念减少，且青春期前社会过渡的青少年抑郁水平与顺性别同伴相当。
《儿童及青少年精神健康》发表的一项回顾发现，青春期阻滞剂完全可逆，并与成年期自杀倾向减少、情绪及心理功能改善、社交生活改善等积极结果相关。
需要更严谨的研究来评估荷尔蒙和手术治疗的有效性、安全性及长期益处和风险。例如，2020年Cochrane回顾发现，由于缺乏「符合 [其] 纳入标准的已完成研究」，证据不足以确定性别女化荷尔蒙是否安全或有效。多项研究发现，手术治疗后存在显著长期心理和精神病理学问题。
2021年，《整形与重建外科》发表的一项回顾发现，约1%（95%置信区间<1%–2%）接受性别肯定手术的人对决定感到后悔。结论指出：「跨性别患者术后后悔率极低。我们认为这项研究证实了性别肯定手术选择标准的改进。然而，后悔评估存在高度主观性，且缺乏标准化问卷，这突出了在这一人群中开发验证问卷的重要性。」

## 流行病學
不同研究對性別焦慮的流行率得出不同結論。《精神疾病診斷與統計手冊》第五版（DSM-5）指出，出生時指派為男性者的性別焦慮流行率為0.005%至0.014%（每10萬人5至14人），指派為女性者則為0.002%至0.003%（每10萬人2至3人）。DSM-5稱這些數字可能低估實際情況，因數據基於專科診所的轉介個案——並非所有尋求醫學過渡的成年人都會被轉介至專科診所。
根據《布萊克醫學詞典》，性別焦慮「在每30,000名男性新生兒及每100,000名女性新生兒中出現1例」。2000年代初歐洲研究發現，約每12,000名出生男性成人（每10萬人8人）及每 30,000 名出生女性成人（每10萬人3人）尋求性別肯定手術。荷爾蒙治療或法律改名的研究顯示流行率高於性別重置手術——例如2010年瑞典研究發現，每7,750名出生男性成人（每10萬人13人）及每13,120名出生女性成人（每10萬人8人）申請法律改名為異性別名稱。
透過自我認同衡量跨性別狀態的研究發現，與出生指派性別不同的性別認同流行率更高（儘管部分自認跨性別或性別非順從者可能未經歷臨床顯著痛苦，因此不屬性別焦慮）。紐西蘭一項研究顯示，每3,630名出生男性（每10萬人13人）及每22,714名出生女性（每10萬人4人）已更改法定性別標記。麻薩諸塞州成人調查發現，0.5%（每10萬人500人）自認跨性別。紐西蘭一項針對91所隨機選取高中的8,500名隨機選取中學生的全國調查發現，1.2%（每10萬人1,200人）的學生對「你認為自己是跨性別嗎？」給予肯定回答。在臨床環境外，跨性別或非二元身份的穩定性未知。
研究顯示，成年後進行性別過渡者中，出生指派為男性者的比例高達三倍；然而，童年期過渡者的性別比例更接近1:1。由於缺乏正式流行率研究，兒童性別焦慮的流行率仍不確定。2022年一篇文獻回顧指出，專科性別診所評估的青少年中，約36%為出生男性，63%為出生女性。回顧中一項研究強調，2014至2016年間這些比例無顯著變化。然而，與早期研究相比，近期數據顯示出生女性比例上升（比例1:3），而早期研究比例接近相等（0.8–0.9:1）。

## 社會與文化

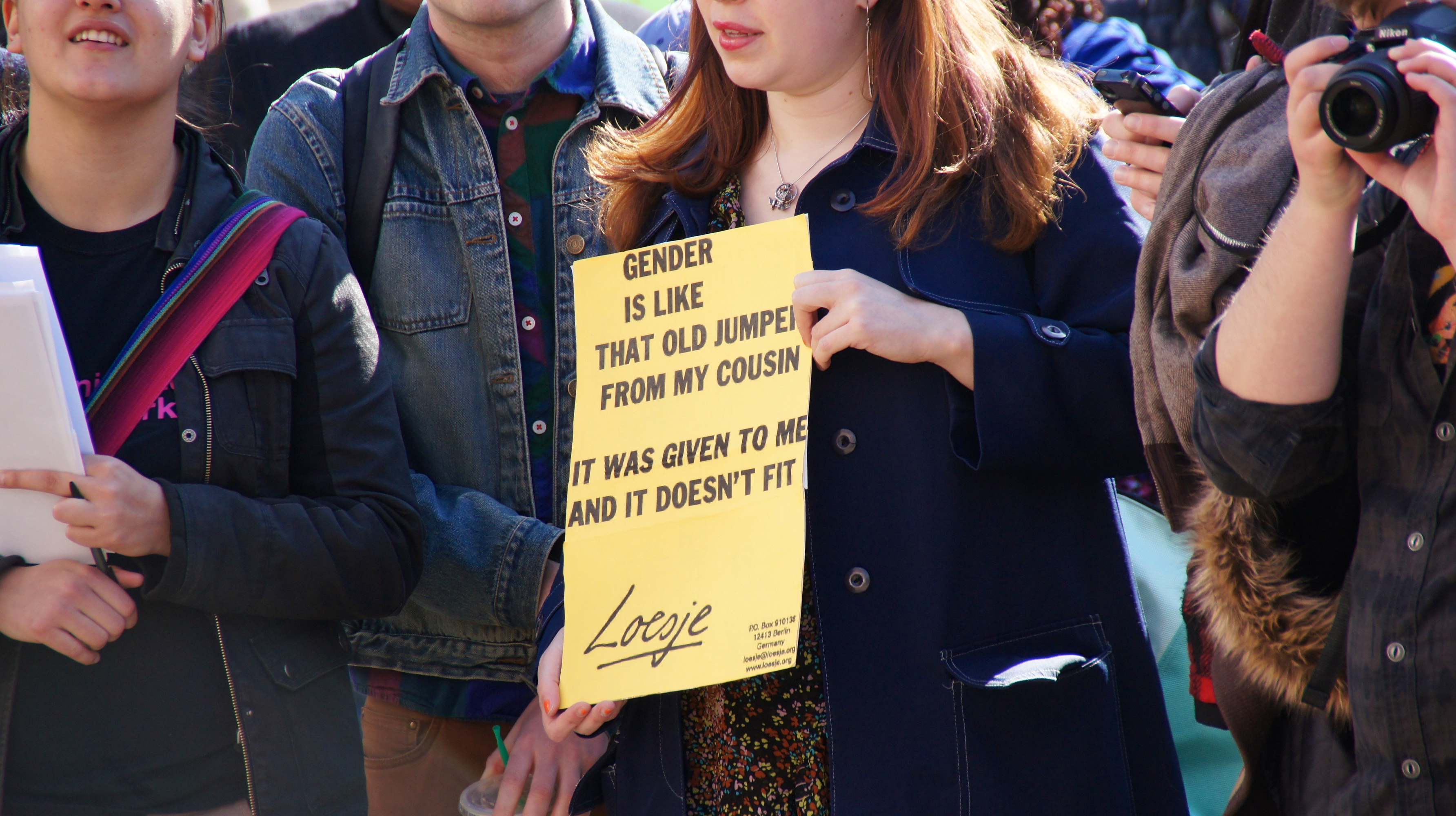
一场跨性别权利集会上的标语：「性别就像堂亲给的旧毛衣——别人硬塞给我，却根本不合身。」

关于性别焦虑患者的痛苦和功能损害的本质，研究者们观点不一。部分学者认为，性别焦虑患者的痛苦源于社会污名化和受害经历；若社会对性别的划分不那么严格，跨性别者的痛苦可能会减少。
围绕性别焦虑诊断的创立存在一些争议。戴维（Davy）等人指出，尽管诊断的提出者声称其有严格的科学依据，但「这些主张无法被验证，因为相关讨论、方法论过程及承诺的诊断现场试验均未公开」。
一些文化中存在「第三性別」或更多性别类别。除了男性和女性之外，被社会认可的性别类别可能会缓解跨性别认同带来的痛苦。例如，在萨摩亚，Fa'afafine（意为「像女性的男性」）群体普遍被社会接受。从终身性别认同和性别化行为来看，Fa'afafine与跨性别女性相似，但他们的痛苦远少于西方文化中的跨性别女性。这表明，性别焦虑的痛苦在很大程度上因文化中的社会排斥而加剧。总体而言，性别焦虑是否在存在第三性别类别的文化中持续存在，目前仍不明确。

### 作為「障礙」的分類
1980年《精神疾病诊断与统计手册》第三版（DSM-III）引入了「性别认同障碍」（现称「性别焦虑」）的精神科诊断。学者Arlene Istar Lev和Deborah Rudacille指出，这一诊断的加入是将同性恋重新污名化的政治操作（1974年DSM-II已将同性恋从精神障碍中除名）。与此相反，Kenneth Zucker和Robert Spitzer认为，DSM-III纳入性别认同障碍是因为它「符合DSM-III制定者采用的普遍认可标准」。包括Spitzer和Paul J. Fink在内的部分研究者主张，变性症中的行为和体验属于异常（abnormal），并构成功能失调（dysfunction）。美国精神病学协会声明，「非常規性別」与性别焦虑不同，且「非常規性別本身並非精神障碍，性别焦虑的关键在于存在与该状况相关的临床显著痛苦」。
性别焦虑患者可能认为自身的跨性别感受和行为属于障碍（disorder），也可能不这么认为。将性别焦虑归类为障碍有利有弊。由于性别焦虑在医学文献中曾被归类为障碍（如旧版DSM手册DSM-IV-TR中称「性别认同障碍」），许多保险公司愿意承保性别重置治疗的部分费用。如果性别焦虑未被列为医疗障碍，性别重置治疗可能会被视作美容疗程而非医疗必需，从而失去承保。在美国，跨性别者获得医疗保险的机会比普通人低，还经常遭遇医护人员的敌意或冷漠。《美国残疾人法》将性别焦虑患者纳入保障范围。部分研究者和跨性别者支持取消该状况的疾病分类，因为他们认为相关诊断将性别变异「病理化」，并强化了性别二元模型。
对萨摩亚第三性别「fa'afafine」的研究显示，DSM-IV-TR诊断中的痛苦并非跨性别认同的天生特性，而是源于个体遭受的社会排挤和歧视。心理学教授Darryl Hill强调，性别焦虑不属于精神障碍，诊断标准反映的是当父母和他人难以接纳儿童的性别差异时，儿童产生的心理痛苦。跨性别者常面临骚扰、社会排斥、歧视、虐待甚至暴力，包括谋杀。
2002年12月，英国大法官办公室发布《政府针对变性者的政策》（Government Policy Concerning Transsexual People）文件，明确指出「变性症（transsexualism）不是精神疾病」。2009年5月，法国政府宣布不再将变性性别认同归为精神疾病，但法国跨性别权益组织称，除声明本身的影响外，实际状况并未改变。丹麦在2016年也发表了类似声明。
《国际疾病分类》第十一版（ICD-11）将性别认同障碍重新归类为「性别不一致」，纳入性健康相关状况。负责重新分类的工作小组建议在ICD-11中保留该诊断，以确保患者能获得医疗服务。

## 延伸閱讀
- 跨性别相关主题列表（英语：List of transgender-related topics）
- 性別過渡（英語：gender transitioning）
- 脫離跨性別（英語：Detransition）
- ICD-11 § Gender incongruence
- 跨性別医学主义
- 错误的身体叙事

## 外部連結
- Health Law Standards of Care for Transsexualism – An alternative to the Benjamin Standards of Care proposed by the International Conference on Transgender Law and Employment Policy.
- The Lord Chancellor's Department Government Policy concerning Transsexual People